# Tarondor de Arnor
En el universo imaginario de J. R. R. Tolkien y en los apéndices de la novela El Señor de los Anillos, Tarondor es el séptimo rey de Arnor. Nació en el año 372 de la Tercera Edad del Sol en Annúminas y es hijo de Tarcil. Su nombre está compuesto en la lengua quenya y puede traducirse como «rey de piedra». 
Sucedió a su padre en el año 515 T.E. y gobernó Arnor hasta su muerte en el año 602, tras 87 años de reinado. Fue sucedido por su hijo Valandur.